# The Royal Calcutta Golf Club
The Royal Calcutta Golf Club i Tollygunge, Indien är världens äldsta golfklubb utanför Storbritannien. Klubben bildades 1829 och har en 18-håls golfbana.